# 沢村惣之丞

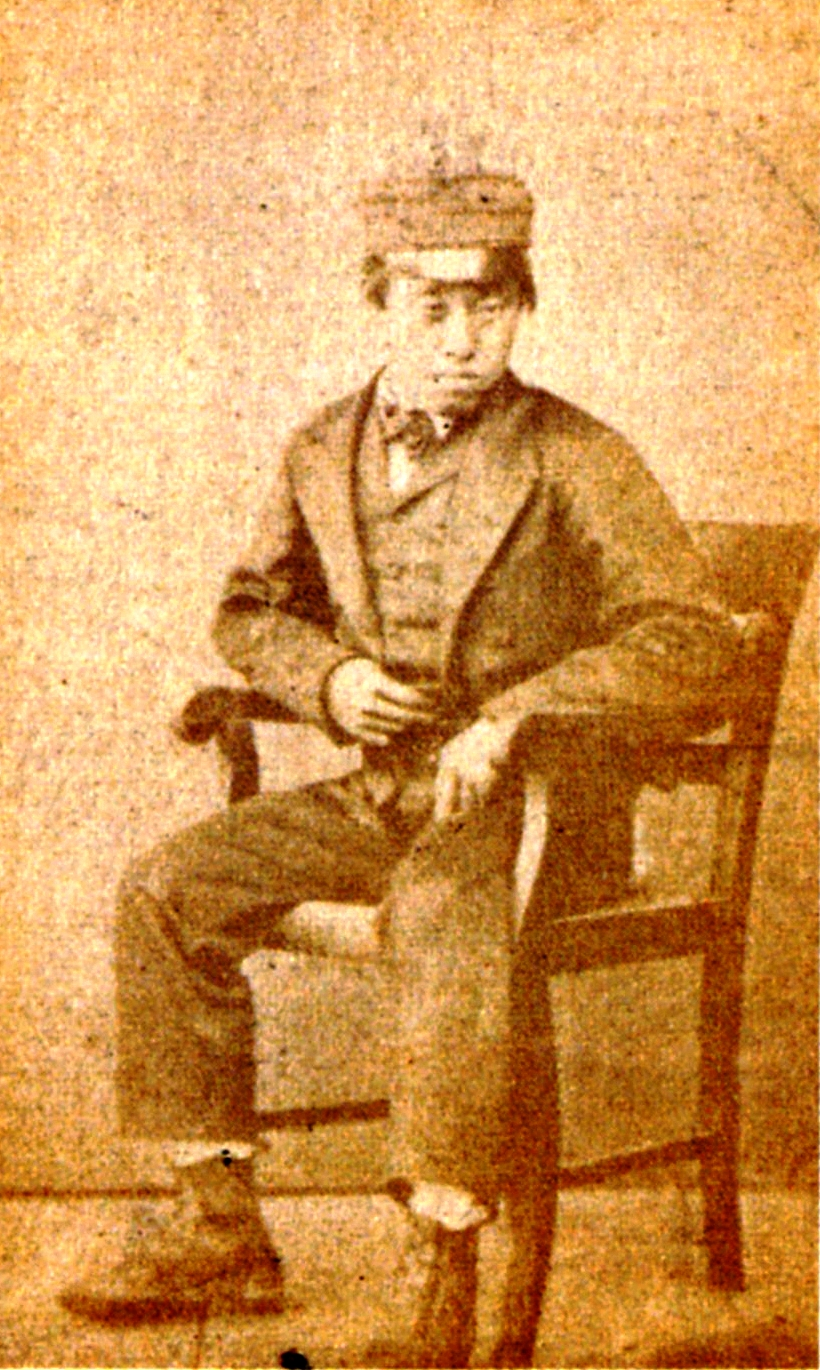

沢村 惣之丞（さわむら そうのじょう、天保14年（1843年） - 慶応4年1月15日（1868年2月8日））は、幕末の土佐の人物。別名に沢村延世・前河内愛之助・関雄之助などがある。

## 人物
土佐国土佐郡潮江村（現高知県高知市）の浪人の子として生まれる。間崎哲馬に師事し、学問を学ぶ。その後土佐勤王党に加入した。
文久2年（1862年）に吉村虎太郎と共に土佐藩を脱藩する。武市半平太への現状報告のため一時帰国するが、その後坂本龍馬らと再び脱藩している。勝海舟の門下生となり、海援隊に属す。
慶応3年（1867年）には坂本龍馬暗殺（近江屋事件）の容疑者であった三浦休太郎の暗殺計画に参加するが、失敗に終わった（天満屋事件）。
翌年には維新の混乱から無人状態となった長崎奉行所に、沢村ら海援隊の人間が中心となって入居し、長崎の町を警備した。しかし1月14日の警備中、薩摩藩士・川端平助を誤殺してしまう。沢村は薩摩藩との軋轢を恐れ、海援隊本部で、薩摩藩関係者の制止にもかかわらず割腹した。享年26。
明治31年（1898年）、正五位を追贈された。

## 関連作品
映画
- 『幕末青春グラフィティ Ronin 坂本竜馬』（1986年、東宝、演者：阿藤快）
- 『RYOMA 空白の三か月』（2018年、演者：小島権徳）

TVドラマ
- 『竜馬がゆく』（1968年、NHK・大河ドラマ、演者：北村総一郎）
- 『竜馬がゆく』（1982年、テレビ東京・12時間超ワイドドラマ、演者：佐藤京一）
- 『幕末青春グラフィティ 坂本竜馬』（1982年、日本テレビ、演者：島田紳助）
- 『竜馬がゆく』（2004年、テレビ東京・新春ワイド時代劇、演者：内田健介）
- 『龍馬伝』（2010年、NHK大河ドラマ、演者：要潤）

漫画
- 『お〜い!竜馬』（原作：武田鉄矢、作画：小山ゆう）

テレビアニメ
- 『お〜い!竜馬』（1992年、NHK総合テレビ、声：緑川光）